# Indopeltis nilgiriensis
Indopeltis nilgiriensis es una especie de coleóptero de la familia Trogossitidae.

## Distribución geográfica
Habita en el Sur de la India.